# Mile Jedinak
Michael John "Mile" Jedinak (Sydney, 3 de agosto de 1984) é um ex-futebolista australiano, de ascendência croata, que atuava como meio-campista.

## Carreira
Jedinak tem sido constantemente convocado para jogar pela Seleção Australiana de Futebol, tendo disputado a Copa do Mundo de 2010, Copa da Ásia de 2011, Copa do Mundo de 2014 e a de 2018.
Na Copa da Ásia, marcou dois gols e na Copa do Mundo de 2014, marcou um gol. Já no Mundial de 2018, marcou dois gols e foi o artilheiro da Seleção Australiana na competição.

## Títulos
Sydney United
- NSW Premier League: 2006

Central Coast Mariners
- A-League 2007–08

Crystal Palace
- Football League Championship play-offs: 2013

Austrália
- Copa da Ásia: 2015

Individual
- Medalha Mariners : 2007–08
- PFA A-League Times da Temporada: 2008–09
- Crystal Palace Jogador do Ano: 2012–13
- FFA Jogador do Ano: 2013, 2014
- Futebolista Asiático do Ano: 2014
- PFA Futebolistas do Ano 2013–14[20]